# Three Toes della contea di Harding

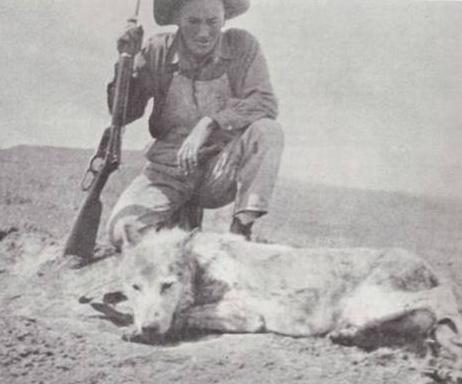
Clyde F. Briggs in posa con Three Toes

Three Toes ("Tre Dita") fu il nomignolo dato a un lupo grigio maschio solitario che divenne un predatore di bestiame durante un periodo di tredici anni, fino alla metà degli anni venti, nella contea di Harding, nel Dakota del Sud. Il suo nome derivava dal numero di dita (due di una zampa posteriore e uno di una zampa anteriore) che perse durante un tentativo di districarsi da una tagliola. Prima di essere catturato, le perdite in pecore e bovini dovute a questo lupo ammontavano a 50 000 dollari.
Three Toes cominciò le sue depredazioni nel 1912, diventando un predatore di bestiame abituale nel 1917. Solo due notti prima della sua cattura uccise 66 pecore in una sola fattoria. Almeno 150 cacciatori cercarono di abbatterlo. A riuscire a catturarlo vivo, il 23 luglio 1925 nel pascolo di Kahoun, 20 miglia a sudovest di Buffalo, fu un luparo governativo di nome Clyde F. Briggs. Questi intendeva portarlo a Rapid City vivo, ma il lupo morì durante il viaggio. 
Il suo cranio è esposto presso lo Smithsonian Institution: esaminato da zoologi negli anni novanta, risultò notevolmente più grande di quelli dei lupi indigeni del Dakota del Sud, e simile invece a quello dei grossi lupi del Canada. Questo, unitamente al fatto che Briggs aveva catturato il lupo in solo quindici giorni quando altri avevano fallito per tredici anni, fece sospettare agli studiosi una truffa da parte del cacciatore.